# Lidija Turčinović
 (juin 2024).
Lidija Turčinović, née le 27 août 1994 à Belgrade (ex-Yougoslavie), est une joueuse de basket-ball franco-serbe évoluant au poste d'arrière et d'ailière.

## Biographie
Lidija Turčinović naît le 27 août 1994 à Belgrade, en Yougoslavie, pays doté d'un fort engouement pour le basketball.
Repérée très jeune, elle débute le basket en 2001 en France au Mosson Basket Club et avant de rejoindre les rangs du club du Lattes-Montpellier en 2002, où elle évolue jusqu'en 2009. Elle y remporte plusieurs titres en catégories jeunes et y laisse un palmarès jeunes fourni.
En 2009, Lidija Turčinović est repérée par le club de basket de l'INSEP situé en banlieue parisienne à Vincennes, qui la forme jusqu'en 2012, lui permettant d'atteindre un niveau professionnel.
Sélectionnée en équipe de France jeunes, Lidija Turčinović s'y illustre en remportant plusieurs titres, comme la Médaille de Bronze au Championnat d'Europe U16 en 2010 à Kozani en Grèce, la médaille au Championnat d'Europe 2012  U18 à Bucarest en Roumanie, la Médaille d'argent au Championnat du monde de basket-ball féminin U19 en 2013 en Lituanie, la Médaille d'or au Championnat d'Europe 2014 U20 à Udine en Italie et la Médaille d'or des Jeux de la Francophonie U23 en 2017 à Abidjan en Côte d'Ivoire.
Lidija Turčinović entame sa carrière professionnelle au sein du Lattes-Montpellier (Basket Lattes Montpellier Agglomération), club où elle a été formée. Ses premières années en tant que joueuse professionnelle sont couronnées de succès, avec notamment deux titres; Championnat de France 2012 et la Coupe de France 2013. Elle intègre également la scène européenne en participant à l'Euroleague et à l'Eurocoupe.
Au fil de sa carrière, Lidija Turčinović intègre tour à tour plusieurs clubs français, à savoir l'Arras Pays d'Artois, le Toulouse Métropole Basket, les Flammes Carolo basket club avec lequel elle s'incline en Finale de la Coupe de France en 2017, le Nantes Rezé Basket et enfin l'ASVEL, le club de Tony Parker, où elle remporte un titre de Championne de France en 2019. 
En 2020, Lidija rejoint le Basket Landes, avec lequel elle remporte trois titres consécutifs : le Championnat de France 2021 et deux fois la Coupe de France en 2022 et 2023.
En dehors du terrain, Lidija Turčinović s'engage aussi pour partager son expérience du basket, notamment en tant que marraine de son club d'origine, le Mosson Basket Club.

## Palmarès

### Clubs
- Champion de France : 2014[2] 2019 et 2021[3].
- Vainqueur de la Coupe de France : 2013[4] et 2022[5], 2023[6]
- Match des champions : 2019[7]2021 et 2022

### Équipes de France
- Médaille d'or au Festival olympique de la jeunesse européenne 2009[8]
- Médaille de Bronze au Championnat d'Europe 2010 des 16 et mois
- Médaille d'or au Championnat d'Europe 2014 des 20 ans et moins[9]
- Médaille d'argent au Championnat du monde de basket-ball féminin des 19 ans et moins 2013[10]
- Médaille d'or au Championnat d'Europe 2014 des 20 ans et moins[9]
- Médaille d'or des Jeux de la Francophonie 2017[11]